# Vedior
Vedior N.V. war ein internationales Unternehmen, das Dienstleistungen und Vermittlungsservice im Bereich flexibler Arbeit anbot. Das Unternehmen hatte seinen Hauptsitz in Amsterdam und war in 50 Ländern weltweit vertreten. In den rund 2400 Niederlassungen arbeiteten etwa 400.000 Mitarbeiter. 2007 wurde ein Umsatz von 8,4 Mrd. Euro erwirtschaftet.
Im Mai 2008 wurde Vedior durch den niederländischen Wettbewerber Randstad übernommen. Seit dem 25. Juni 2008 werden die Aktien nicht mehr gehandelt.
Vedior wurde ursprünglich von der niederländischen Einzelhandelskette Vendex gegründet und vom französischen Unternehmen Bis erworben. 1999 übernahm Vedior das britische Unternehmen Select, das in den Vereinigten Staaten und Australien tätig war.

## Deutschland
In Deutschland war die Tochter Vedior Personaldienstleistungen GmbH mit 46 Niederlassungen aktiv. Dort arbeiteten etwa 3.100 Mitarbeiter für das Unternehmen. 2007 erhielt Vedior das Siegel „Deutschlands kundenorientierteste Dienstleister“ der Universität St. Gallen.